# Comuna Slobozia Moară, Dâmbovița
Slobozia Moară este o comună în județul Dâmbovița, Muntenia, România, formată numai din satul de reședință cu același nume.

## Așezare
Comuna se află în sudul județului, aproape de limita cu județul Giurgiu. Este străbătută de șoseaua națională DN7 care leagă Bucureștiul de Pitești, fiind locul de intersecție al acestei șosele cu DJ601A, un drum județean care duce spre București prin Dragomirești-Vale și care leagă comuna de orașul Răcari.

## Demografie
Componența etnică a comunei Slobozia Moară
     Români (95,82%)
     Alte etnii (4,18%)
Componența confesională a comunei Slobozia Moară
     Ortodocși (95,12%)
     Alte religii (0,8%)
     Necunoscută (4,07%)
Conform recensământului efectuat în 2021, populația comunei Slobozia Moară se ridică la 1.988 de locuitori, în scădere față de recensământul anterior din 2011, când fuseseră înregistrați 2.165 de locuitori. Majoritatea locuitorilor sunt români (95,82%). Din punct de vedere confesional, majoritatea locuitorilor sunt ortodocși (95,12%), iar pentru 4,07% nu se cunoaște apartenența confesională.

## Politică și administrație
Comuna Slobozia Moară este administrată de un primar și un consiliu local compus din 11 consilieri. Primarul, Răzvan Bucur[*], de la Partidul Social Democrat, este în funcție din 2012. Începând cu alegerile locale din 2024, consiliul local are următoarea componență pe partide politice:
|  | Partid                          | Consilieri | Componența Consiliului | Componența Consiliului | Componența Consiliului | Componența Consiliului | Componența Consiliului |
|  | ------------------------------- | ---------- | ---------------------- | ---------------------- | ---------------------- | ---------------------- | ---------------------- |
|  | Partidul Național Liberal       | 5          |                        |                        |                        |                        |                        |
|  | Partidul Social Democrat        | 5          |                        |                        |                        |                        |                        |
|  | Alianța pentru Unirea Românilor | 1          |                        |                        |                        |                        |                        |

## Istorie
La sfârșitul secolului al XIX-lea, comuna făcea parte din plasa Bolintinu a județului Dâmbovița și avea o biserică și o școală. În 1925, Anuarul Socec o consemnează în plasa Ghergani a aceluiași județ, cu 2218 locuitori.
În perioada interbelică localitatea avea două mori de măcinat grâu și porumb, ale căror culturi constituiau preocupări de bază ale locuitorilor alături de cultura legumelor, îndeosebi carof, varza și castraveți dar și creșterea animalelor îndeosebi vaci și oi. Mare parte din produdsele agricole și de la animale erau valorificate pentru consum propriu dar și pe piețele agroalimentare din orașele apropiate: București, Găești, Pitești.
Potențialul economic specific al localității a fost continuat și după colectivizarea din 1962, cultura cerealelor, legumelor și creșterea animalelor fiind continuată în cadrul Cooperativeli Agricole de Producție, înființându-se totodată un entru de colectare a legumelor și fructelor (CLF) dar și un centru de Industrializare și prelucrare a laptelui ( ICIL )provenit de la animalele crescute în CAP-ul localității dar și cele  și cele din localitățile limitrofe. 
Din păcate în perioada comunistă locuitorii au renunțat treptat la creșterea animalelor în propriile gospodării datorită pierderii terenurilor pe care cultivau hrana animalelor. În această perioadă tot mai mulți locuitori își valorifică recoltele de pe terenurile în folosință pe piețele capitalei. Tot în această perioadă locuitorii localității au o nouă preocupare: conservarea legumelor în saramură și valorificarea produselor pe majoriataea piețelor capitalei dar și în Ploiești, Târgoviște, Pitești. Acum această preocupare este de bază în localitate, produsele fiind valorificate în piețe, marketuri dar și la export.
În perioada 1960-1990 în localitate a funcționat o autobază de autocamioane de transport marfă cu peste 100 de mijloace de transport ce deservea transportul cerealelor  și legumelor din localitățile limitrofe către centrele de colectare. Localitatea avea primărie, biserică școală generală cu 8 clase, bibliotecă comunală, poștă, dispensar, grădiniță, cămin cultural cu sală de spectacole și proiecție cinematografică unde se derulau și serbările școlii generale, alimentară și două bufete comunale.         
În 1950, la desființarea județelor, a fost transferată raionului Răcari din regiunea București, iar în 1968 a trecut la județul Ilfov. În 1981, în urma unei reorganizări administrative regionale, comuna a revenit la județul Dâmbovița.